# Declaración de Cuzco
La Declaración de Cuzco es una declaración firmada por doce presidentes suramericanos el 8 de diciembre de 2004 en la III Cumbre presidencial suramericana en la ciudad de Cuzco, Perú. Esta declaración dio el inicio a la formación de la Unión de Naciones Suramericanas (Unasur).   